# Edžus Treimanis
Edžus Treimanis (Valmiera, 21 de abril de 1988) es un deportista letón que compitió en ciclismo en la modalidad de BMX. Ganó tres medallas en el Campeonato Europeo de Ciclismo BMX entre los años 2011 y 2013.

## Palmarés internacional
| Campeonato Europeo | Campeonato Europeo         | Campeonato Europeo | Campeonato Europeo |
| Año                | Lugar                      | Medalla            | Competición        |
| ------------------ | -------------------------- | ------------------ | ------------------ |
| 2011               | Haaksbergen (Países Bajos) | Medalla de plata   | Carrera            |
| 2012               | Orleans (Francia)          | Medalla de oro     | Carrera            |
| 2013               | Dessel (Bélgica)           | Medalla de plata   | Carrera            |